# 雙齒鷹
雙齒鷹（學名：Harpagus bidentatus）是鷹科齒鷹屬的一種猛禽，分布於貝里斯、玻利維亞、巴西、哥倫比亞、哥斯大黎加、厄瓜多、薩爾瓦多、法屬圭亞那、圭亞那、瓜地馬拉、宏都拉斯、墨西哥、尼加拉瓜、巴拿馬、祕魯、蘇里南、千里達及托巴哥以及委內瑞拉等地，在中美洲中低海拔的森林相當常見。雙齒鷹體長33-38公分，在猛禽中相對較小，其體色為深灰色，臀部（rump）則有白色斑紋，在飛行時相當明顯，是辨識本種的重要特徵。雙齒鷹以蜥蜴與昆蟲為主食，可以從較高處快速往地面俯衝掠食，雙齒鷹也屬於機會性掠食者，常出現在捲尾猴、檉柳猴與松鼠族群的附近，捕食被這些哺乳動物驚擾而從林中出現的獵物。